# Piz Zupò
Le piz Zupò est un sommet des Alpes, à 3 995 ou 3 996 m, dans la chaîne de la Bernina, à cheval entre l'Italie (Lombardie) et la Suisse (canton des Grisons). Sa voie d'accès se fait par le refuge Diavolezza ou par les refuges Marco et Rosa.

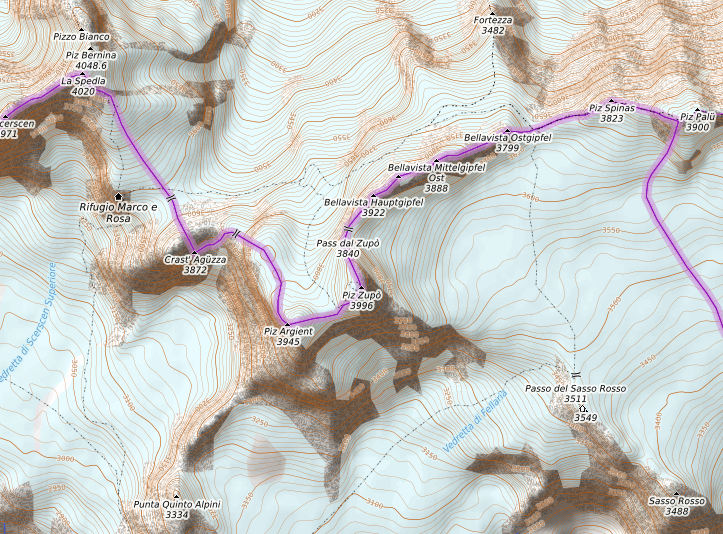
Carte topographique du Piz Zupò.